# Myosorex rumpii
Myosorex rumpii е вид бозайник от семейство Земеровкови (Soricidae). Видът е застрашен от изчезване.

## Разпространение
Разпространен е в Камерун.